# Estado da Síria (1924-30)
O Estado da Síria (Francês: État de Syrie, Árabe: دولة سوريا Dawlat Sūriyā) foi um Estado do Mandato Francês declarado em 1 de Dezembro de 1924 pela união do Estado de Alepo e do Estado de Damasco. Foi o sucessor da Federação Síria (Francês: Fédération syrienne, Árabe: الاتحاد السوري al-Ittiḥād as-Sūrī), criado por uma assembleia central para o Estado de Alepo, o Estado de Damasco e o Estado Alauíta. O Estado Alauíta não se juntou ao Estado da Síria.

## Antecedentes
Em 1920, o Reino Árabe da Síria independente foi estabelecido sob o Rei Faiçal, da família Hashemita, que mais tarde se tornou o Rei do Iraque. No entanto, o seu domínio sobre a Síria terminou depois de apenas alguns meses, após o confronto entre as forças árabes sírias e as forças francesas regulares na Batalha de Maysalun. As tropas francesas ocuparam a Síria no final daquele ano depois que a Liga das Nações colocou a Síria sob mandato francês.

## História da Síria durante o Mandato

### Administração Civil Inicial
Após a Conferência de San Remo e a derrota da monarquia de curta duração do Rei Faiçal na Síria, na Batalha de Maysalun, o General Francês Henri Gouraud estabeleceu a administração civil no território. A região do mandato foi subdividida em seis estados. O desenho desses estados foi baseado em parte na composição sectária no solo na Síria. No entanto, quase todas as seitas sírias eram hostis ao mandato francês e à divisão que ele criou.
A população principalmente Dunita de Alepo e Damasco opuseram-se fortemente à divisão da Síria.

### Federação Síria (1922-24)

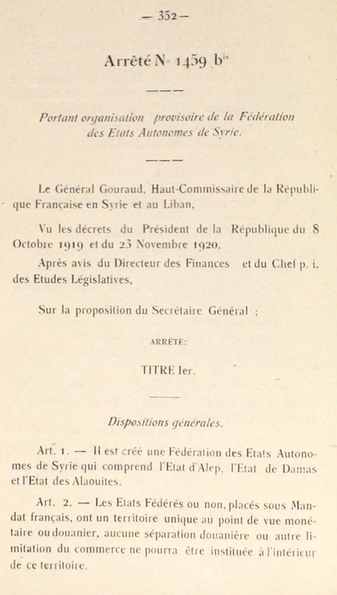
Arrete No. 1459 criação da Federação dos Estados Autónomos da Síria, 28 de Junho de 1922

Em Julho de 1922, a França estabeleceu uma Federação livre entre três dos estados: o Estado de Damasco, o Estado de Alepo e o Estado Alauíta, sob o nome de Federação Síria. Jabal Druze e o Grande Líbano não faziam parte dessa federação. O autônomo Sanjaco de Alexandreta foi acrescentado ao estado de Alepo em 1923. A Federação adotou uma nova bandeira federal (verde-branco-verde com o cantão francês), que mais tarde se tornou a bandeira do Estado da Síria.

### Estado da Síria

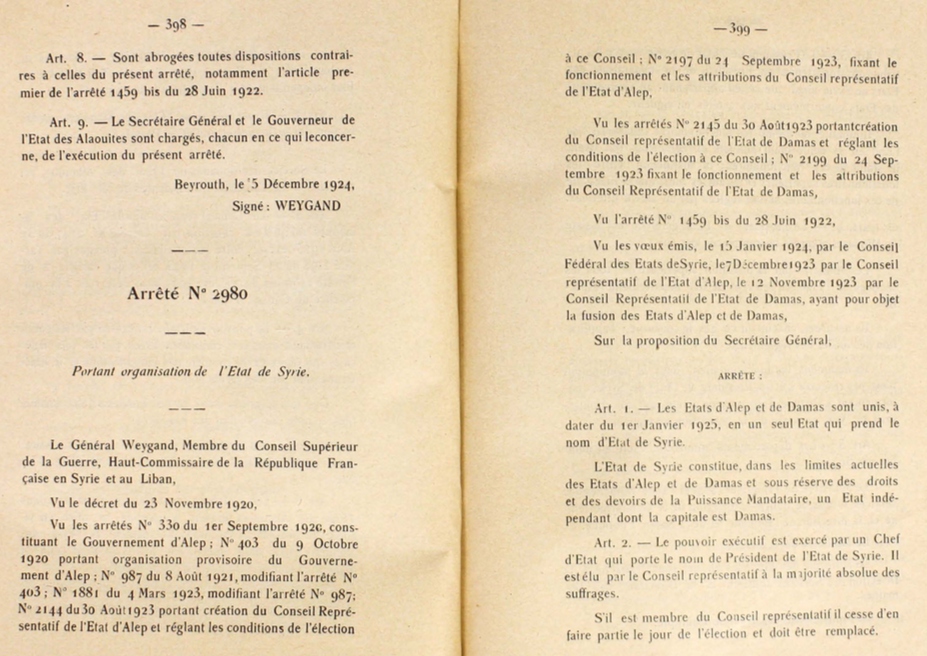
Arrete No 2980 criação do Estado da Síria, 5 de Dezembro de 1924

A 1 de Janeiro de 1925, o Estado Alauíta separou-se da federação quando os estados de Alepo e Damasco se uniram no Estado da Síria.

### Revolta Geral
Em 1925, a resistência síria ao domínio colonial francês irrompeu em plena revolta, liderada pelo Sultão Pasha al-Atrash.
A revolta irrompeu em Jabal Druze, mas rapidamente se espalhou para outros estados sírios e se tornou uma rebelião geral na Síria. A França tentou retaliar fazendo o parlamento de Aleppo declarar a secessão da união com Damasco, mas a votação foi frustrada por patriotas sírios.
Apesar das tentativas francesas de manter o controle, incentivando divisões sectárias e isolando áreas urbanas e rurais, a revolta espalhou-se a partir do campo e uniu Drusos Sírios, Sunitas, Xiitas, Alauitas e Cristãos. Quando as forças rebeldes sitiaram Damasco, os militares franceses responderam com técnicas brutais de contra-insurgência que prefiguravam as que seriam usadas mais tarde na Argélia e na Indochina. Essas técnicas incluíam demolições de casas, punições coletivas de cidades, execuções, transferências de população e o uso de armaduras pesadas em bairros urbanos. A revolta acabou por ser subjugada em 1926-27 através do bombardeamento aéreo francês de áreas civis, incluindo Damasco..

### República Síria
Em 14 de Maio de 1930, o Estado da Síria foi declarado a República da Síria e uma nova constituição foi redigida.

## Governo
Enquanto o Estado gozava de um certo grau de autonomia como Mandato, a França exercia uma autoridade significativa sobre o governo. A revolta que começou em Jabal Druze levou a França a aliviar o seu domínio sobre a Síria e uma constituição foi redigida mas não ratificada pela Câmara Francesa de Deveres, e a chegada da Segunda Guerra Mundial impediu qualquer progresso na autodeterminação Síria.

### Educação
Sob administração francesa, a Universidade de Damasco, conhecida então como Universidade Síria, foi fundada em 1923, ensinando em árabe. Foi a primeira universidade a ser fundada na Síria, sendo estabelecida através da fusão da Faculdade de Medicina e do Instituto de Direito, fundada em 1903 e 1913, respectivamente, durante a era Otomana.

## Ver Tambem
- História da Síria
- Império colonial francês
- Departamentos e territórios ultramarinos da França